# Barrhead (Écosse)
Pour les articles homonymes, voir Barrhead.
Barrhead est une ville d’Écosse à 13 kilomètres au Sud-Ouest de Glasgow.

## Sport
Le club de football d'Arthurlie Football Club y est basé.

## Personnalités
- Bob McPhail (1905-2000), footballeur international, né à Barrhead